# Lucyfer z Cagliari

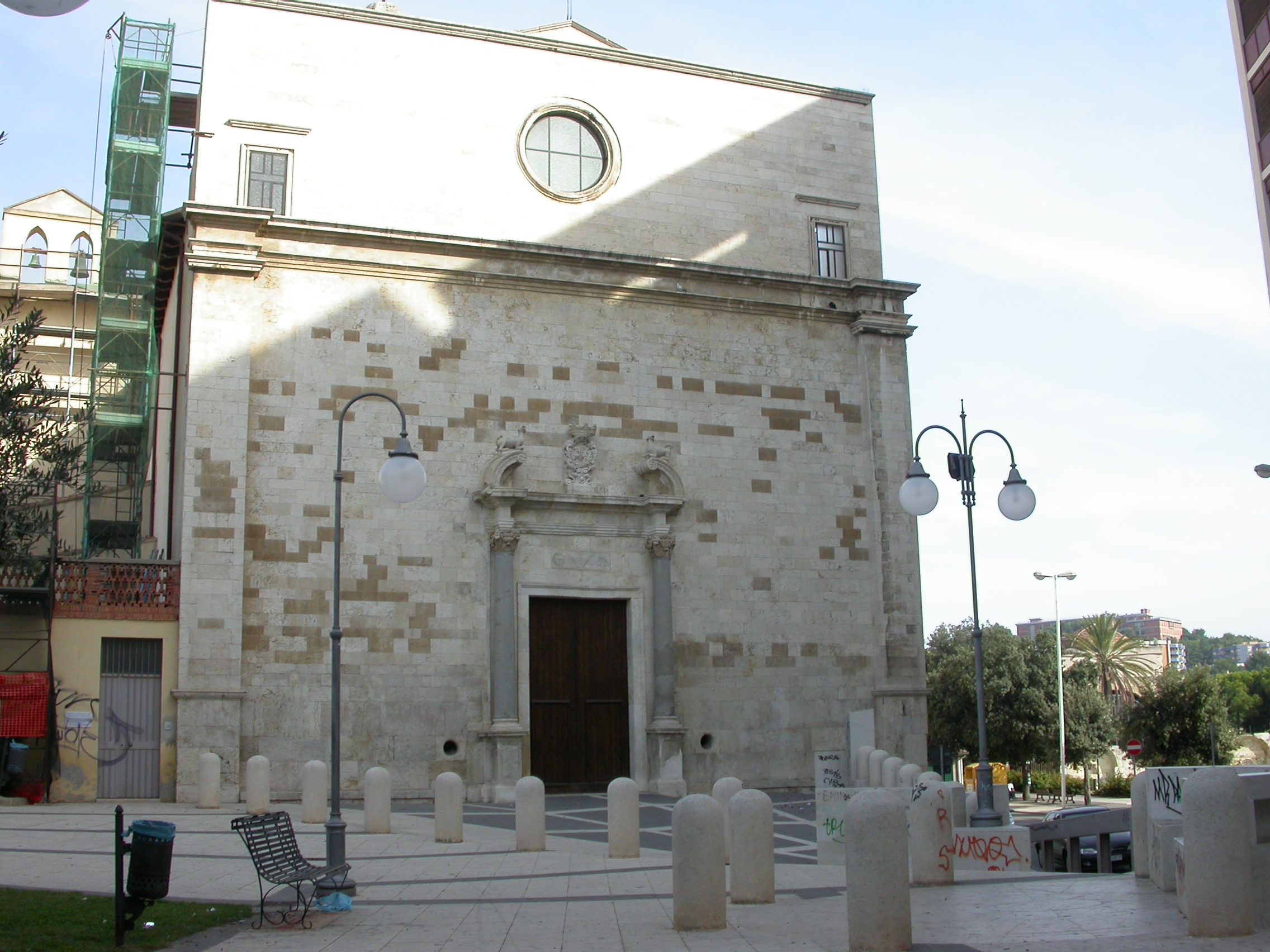
Kościół św. Lucyfera w Cagliari.

Lucyfer z Cagliari, również Lucyferiusz z Calaris, wł. Lucifero Calaritano (zm. 370 lub 371) – biskup Cagliari na Sardynii od ok. 353 roku, przeciwnik arianizmu, wokół którego powstał heterodoksyjny ruch lucyferian, święty Kościoła katolickiego.

## Życiorys
Na synodzie w Mediolanie w 355 roku przeciwstawił się jako legat papieża Liberiusza cesarzowi rzymskiemu Konstancjuszowi II (zwolennikowi arian) i bronił stanowczo biskupa Atanazego, za co został skazany na wygnanie. Przebywał najpierw w Palestynie, a następnie w Tebach. Pisał stamtąd pamflety skierowane przeciw cesarzowi.
W 361 roku kolejny cesarz Rzymu, Julian Apostata, odwołał banicję, a Lucyfer udał się do Antiochii. W 362 roku, podczas synodu w Aleksandrii, przyłączył się do zwolenników Paulina, którego wyświęcił samowolnie na biskupa Antiochii, co spowodowało schizmę zwolenników Melecjusza. Działania Lucyfera zostały potępione m.in. przez Euzebiusza z Vercelli. Być może został nawet ekskomunikowany, co sugerują prace Ambrożego, Augustyna z Hippony i Hieronima ze Strydonu (autora polemiki z Lucyferem Altercatio Luciferiani et orthodoxi). Lucyfer opuścił w końcu Syrię i powrócił w 362 roku na Sardynię, gdzie zgromadził licznych zwolenników zwanych lucyferianami (nie mylić z lucyferianami, czcicielami Lucyfera, wodza zbuntowanych aniołów). Zmarł ok. 370 roku.

## Dzieła
W czasie wygnania, Lucyfer napisał pięć pism, skierowanych do cesarza Konstancjusza II:
- O nie obcowaniu z heretykami (De non conveniendo cum haereticis), dzieło podejmujące kwestię współistnienia chrześcijan z tymi, którzy zniekształcają prawowierną wiarę;
- O królach apostatach (De regibus apostaticis);
- Obrona św. Atanazego (Pro sancto Athanasio);
- O tym, czy nie należy przebaczać grzesznikom (De non parcendo in Deum deliquentibus), dzieło skierowane przeciwko donatystom, którzy twierdzili, że popełnienie grzechu ciężkiego po chrzcie na zawsze wyklucza ze wspólnoty Kościoła;
- Umierać za Syna Bożego (Moriendum esse pro Dei filio).

Zachowane prace Lucyfera dotyczą krytyki arian i walki z herezją (De non conveniendo cum haereticis, De regibus apostaticis oraz De S. Athanasio), są też cennym świadectwem ówczesnej wersji łacińskiego przekładu Biblii, na którą się chętnie powoływał.

W pismach tych Lucyferiusz ostro krytykuje cesarza za sprzyjanie arianom. Wzywa go do pokuty i powrotu do prawdziwego Kościoła. Od imienia Lucyferiusza, radykalni zwolennicy wiary nicejskiej zwani byli lucyferianami.

## Kult
Lucyfer z Cagliari był czczony w swej diecezji, jednak nie wszedł do Martyrologium Rzymskiego, ani też nie stał się obiektem powszechnego kultu w Kościele. Imię, jakie nosił, nie miało wówczas (w IV wieku) negatywnych konotacji, pochodzi ono od słów „niosący światłość”, „promienny” „świetlny”.
Jego wspomnienie liturgiczne na Sardynii obchodzone jest 20 maja.